# Бизанц, Густав
Густав Бизанц (пол. Gustaw Bisanz, укр. Густав Бізанц, 30 августа 1848, Кавчий Кут — 3 октября 1925, Львов) — львовский архитектор, педагог, ректор Львовской политехники.

## Биография
Родился в семье немецких колонистов в селе Кавчий Кут (теперь Куты). Предки Бизанца были выходцами с окраин французского города Безансон (нем. Bisanz — отсюда и происходит фамилия). Оттуда, преследуемые как гугеноты, представители семьи перебрались в Швейцарию, позже на запад Германии. В Галиции появились в начале XVIII века с первой волной немецких колонистов.
Во Львове Бизанц закончил реальную школу. В течение 1868—1873 годов учился в Технической академии во Львове (ныне Национальный университет «Львовская политехника»). С 1872 года — ассистент на кафедре строительства, с 1876 — заведующий вновь созданной «кафедрой архитектуры» (называемая также «кафедрой наземного строительства»). В 1878 году получил звание профессора. В течение 1883—1898 и 1901—1903 годов избирался деканом архитектурного факультета. Десятилетиями возглавлял комиссию так называемого «второго государственного экзамена» на отделении строительства. Дважды в 1888—1889 и 1898—1899 годах избирался ректором Политехники.
Вне учебного заведения был членом экзаменационных комиссий авторизованных архитекторов, строительных инженеров и «инженеров культуры», член экзаменационной комиссии мастеров-строителей. В 1877 году стал членом Политехнического общества во Львове. В 1910 году было одним из организаторов, созданной обществом выставки польских архитекторов во Львове. Принял участие в публичной дискуссии на страницах профессиональной прессы о критике выставки краковскими архитекторами. Член Кружка польских архитекторов — объединение, которое возникло в рамках Политехнического общества. В 1912 году избран вторым заместителем президента кружка. Вышел на пенсию в 1910 году. 5 марта того же года по этому случаю в помещении Политехнического общества состоялся прощальный банкет.
В архитектурном творчестве Бизанц применял разнообразные стили историзма — неоренессанс, необарокко, неоготику, неороманский стиль. Является автором ряда общественных и культовых сооружений, доходных домов, коттеджей. Был членом жюри архитектурных конкурсов, в том числе конкурса проектов общежития Политехники на улице Горбачевского, 18 во Львове (1894), здании Политехнического общества во Львове (1905), новой ратуши в Стрые (1906), дома торгово-промышленной палаты во Львове (1907), доходного дома Бромильского во Львове на проспекте Шевченко (1909), казино во Львове (1910), доходных домов на улицах Коперника и Банковой (1910), дома управления железной дороги на улице Ноябрьского чина (1911), здания Львовского университета (1913), ратуши в Дрогобыче (1913). Автор статей по вопросам строительства в журналах «Allgemeine Bauzeitung» и «Czasopismo Techniczne». Член редакции последнего из них в 1889—1890 годах. Автор учебника «Budownictwo», активно используемого в Галиции в 1920-х годов. Учебник является уникальной польской хрестоматией строительных материалов, технологий, конструкций, которые были актуальны до внедрения индустриальных методов строительства, массового использования стальных и железобетонных конструкций.
Во Львове Густав Бизанц проживал сначала на улице Липовой (теперь Устияновича), а позже построил для семьи виллу на улице Кшижова (теперь Генерала Чупринки). Умер 3 октября 1925 года. Похоронен во Львове на Лычаковском кладбище.